# 궈징페이
곽경비(郭京飞, 1979년 4월 2일 ~ )는 중국의 배우이다.

## 출연작

### 드라마
- 2016년 후난위성텔레비전 금응독파극장 《해밀》 - 정당 역
- 2017년 CCTV-8 황금강당극장 《소림문도》 - 고검웅 역
- 2017년 CCTV-1 제일특약극장 《청연》 - 임선 역
- 2017년 동방 위성 텔레비전 주파극장 《랑야방지풍기장림》 - 복양영 역
- 2018년 후난위성텔레비전 금응독파극장 《원대전정》 - 감옥관 역
- 2018년 망고 TV 웹드라마 《저흔표량》 - 창칭 역
- 2019년 텐센트 웹드라마 《암흑자 3》 - 뤄페이 역
- 2019년 아이치이 웹드라마 《동물관리국》 - 쑨지에마오 역
- 2019년 후난위성텔레비전 금응독파극장 《우견행복》 - 오양옌옌 역
- 2019년 저장 위성 텔레비전 중국람극장 《몽재해저변》 - 부동산 경리 역
- 2019년 저장 위성 텔레비전 중국람극장 《도정호 : 가족의 재발견》 - 쑤밍청 역
- 2020년 아이치이 웹드라마 《아시여환수》 - 여환수 역
- 2021년 저장 위성 텔레비전 중국람극장 《산해청》 - 천진상 역
- 2021년 동방 위성 텔레비전 동방극장 《량계인적세계》 - 쉬둥양 역
- 2021년 CCTV-8 황금강당극장 《대수》 - 이당 역
- 2022년 CCTV-8 황금강당극장 《풍기농서: 첩보사》 - 곽회 역